# Bataille de Muar
Seconde Guerre mondiale
Batailles
Campagne de Malaisie
- Invasion japonaise de la Malaisie
- Opération Krohcol
- Occupation japonaise de la Malaisie
- Attaque du Prince of Wales et du Repulse
- Bataille de Jitra
- Gurun
- Kampar
- Slim River
- Gemas (en)
- Muar
- Endau (en)

Japon :
- Raid de Doolittle
- Bombardements stratégiques sur le Japon (Tokyo
- Yokosuka
- Kure
- Hiroshima et Nagasaki)
- Raids aériens japonais des îles Mariannes
- Campagne des archipels Ogasawara et Ryūkyū
- Opération Famine
- Bombardements navals alliés sur le Japon
- Baie de Sagami
- Invasion de Sakhaline
- Invasion des îles Kouriles
- Opération Downfall
- Reddition du Japon

Pacifique central :
- Pearl Harbor
- Guam (1941)
- Wake
- Raid sur les îles Gilbert et Marshall
- Opération K
- Midway
- Opération RY
- Campagne des îles Gilbert et Marshall
- Campagne des îles Mariannes et Palaos
- Campagne des archipels Ogasawara et Ryūkyū
- Opération Inmate

Pacifique du sud-ouest :
- Nauru
- Invasion des Philippines (1941-42)
- Invasion des Indes orientales néerlandaises
- Opérations de l'Axe dans les eaux australiennes
- Raids aériens japonais sur l'Australie (1942-43)
- Opération Ke
- Campagne des îles Salomon
- Campagne de Nouvelle-Guinée
- Campagne des Philippines
- Campagne de Bornéo (1945)

Asie du sud-est :
- Invasion de l'Indochine (1940)
- Océan Indien (1940-45)
- Guerre franco-thaïlandaise
- Invasion de la Thaïlande
- Campagne de Malaisie
- Hong Kong
- Singapour
- Campagne de Birmanie
- Opération Kita
- Indochine (1945)
- Détroit de Malacca
- Opération Jurist
- Opération Tiderace
- Opération Zipper
- Bombardements stratégiques (1944-45)

Guerre sino-japonaise
Front d'Europe de l’Ouest
Front d'Europe de l’Est
Bataille de l'Atlantique
Campagnes d'Afrique, du Moyen-Orient et de Méditerranée
Théâtre américain
La bataille de Muar est la dernière grande bataille de la campagne de Malaisie. Elle a eu lieu du 14 au 22 janvier 1942 près de la rivière Muar. Après la défaite des Britanniques près de la rivière Slim, le général Archibald Wavell décida que le IIIe Corps indien devait se retirer à 150 miles au sud, dans l'État de Johor, afin de se reposer et de se regrouper, tandis que la 8e Division australienne devait arrêter là l'avance japonaise.

## Historique

### Prélude
Une embuscade fut ordonnée par le général Arthur Percival, fermement convaincu que l'embuscade était le meilleur moyen de lutter contre les Japonais. Une force multinationale sous Bennett, nom de code Westforce, fut désignée pour défendre la zone de Muar.
Les troupes prirent positions de la montagne à la rive du détroit de Malacca. Il y avait deux grands domaines sous-divisés en secteurs, eux-mêmes largement séparés et reliés les uns avec les autres.

### Positions
La voie ferrée était gardée par la 8e Brigade d'infanterie indienne. Plus loin, le long de la route se trouvait la 27e Brigade australienne. La 22e brigade indienne gardait la région de Segamat, près de Malacca.

#### Gemensah
Le 30e bataillon australien du capitaine Desmond J. Duffy, retranché, se cachait derrière le pont de Gemensah, couvrant un ruisseau, dans le cadre de l'embuscade. Le pont lui-même était rempli d'explosifs, et une batterie d'artillerie de campagne située sur un terrain et devait ralentir l'approche japonaise
La division japonaise du colonel Mukaida prit la tête de la cinquième armée japonaise et s'approcha de Gemas où elle subit l'embuscade des Australiens proches du pont de Gemensah.

#### Muar
Le deuxième secteur était celui de la côte Ouest et les routes qui longent le détroit. La défense de cette zone fut confiée à la 45e brigade indienne, renforcée par une seule batterie d'artillerie de campagne. Le secteur comprenait le port de Muar et la jungle vers Segamat. Sous les ordres du général Bennett, deux des bataillons furent disposés le long de la rivière, où ils furent divisés en deux, tandis que le troisième entrait en réserve active près de la côte.
L'armée japonaise du Masakazu Ogaki s'approcha de la région vers la rivière Muar de la mer, et les 4e et 5e régiments de gardes proche de Muar.

### La bataille

#### Le pont de Gemensah et Gemas

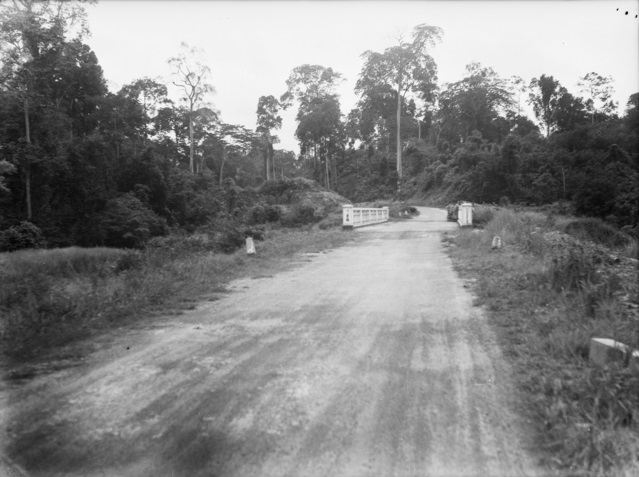
Le pont de Gemensah en 1945.

L'embuscade se produisit le 14 janvier, lorsque des troupes japonaises de la 5e Division approchèrent, montées sur des bicyclettes, et traversèrent le pont sans encombre. Puis vint la colonne principale, des troupes avec des chars et des camions du génie. À ce stade, le pont explosa. Le bataillon australien réparti de chaque côté de la route et caché, fit feu sur la colonne japonaise. La plupart des soldats japonais avaient leur fusil au guidon de leur vélo, rendant l'embuscade efficace pour les Australiens.
Les Japonais subirent de lourdes pertes durant l'embuscade. Toutefois, l'infanterie à vélo, qui avait traversé la zone d'embuscade, put couper un câble téléphonique et en conséquence, l'artillerie alliée ne reçut aucun signal, et les troupes alliées ne purent soutenir l'embuscade.
Les Australiens reçurent néanmoins le soutien de l'artillerie. Le soir même le bataillon se regroupait près de Gemas. Quant aux six hommes portés disparus, on apprit plus tard qu'ils avaient été abattus après avoir été capturés par les Japonais. De leur côté, les Japonais de la 9e Brigade comptèrent soixante-dix morts et 57 blessés.
Dans la matinée du 15 janvier, des avions japonais arrivèrent et commencèrent à bombarder la ville de Gemas en piqué. Six heures après l'embuscade, les Japonais avaient réparé le pont et progressaient sur la route Gemas-Tampin vers la position principale de Galleghan. Le 30e bataillon était positionné à cheval entre la route et le chemin de fer avec deux canons antichars face à la route. À 10h00, 15 janvier, une partie de l'infanterie japonaise affronta les lignes de défense alliées. Dans une bataille courte mais violente, les Australiens détruisirent six des huit chars japonais et leur infanterie subit de lourdes pertes.
Après vingt-quatre heures de combats, Galleghan retira son bataillon de la région. Le bataillon avait infligé de lourdes pertes aux Japonais et avait subi des pertes minimales (dix-sept tués, neuf disparus et 55 blessés). Durant les deux jours de combat, au pont et sur la route Gemas, la division japonaise eut 1000 blessés. La seule Garde impériale y laissa 700 hommes.

#### Muar

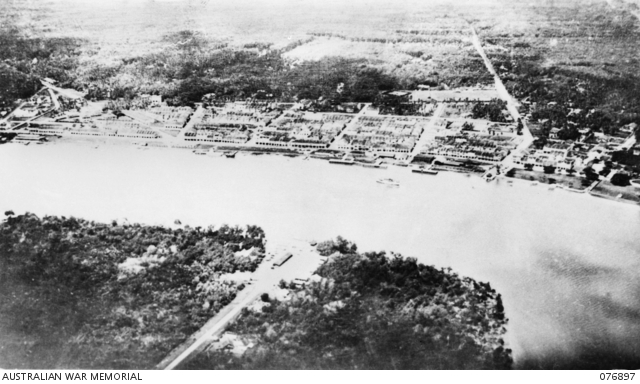
La localité de Muar en 1945.

Dans la nuit du 15 janvier, les Japonais capturèrent des péniches amarrées sur la rive sud de la rivière Muar et attaquèrent le bataillon de la garnison indienne de réserve. Les jonques, à l'embouchure du fleuve, ne rencontrèrent aucune résistance. La patrouille indienne alerta l'état-major que les Japonais étaient sur la rive sud. Le jour suivant, les forces indiennes furent surprises et mises en déroute. Les trois autres troupes indiennes, deux de la 18e royales Rifles Garhwal et une autre sur la rive nord furent coupées du reste des troupes et capturées peu de temps après. La garnison principale de Muar se rendit compte qu'une division japonaise complète était de l'autre côté de la rivière. Vers midi, cette division attaqua à la fois la ville de Muar et la garnison chargée de la communication avec le bataillon de réserve, qui était situé près de Bakri, sur la route principale au sud de Muar.
À Muar, une tentative japonaise de débarquer et de se saisir du port fut repoussée par l'artillerie australienne. En fin d'après-midi, les Japonais avaient déjà fait un autre passage plus en amont du fleuve, et se situaient proche de la ville de Muar. Les commandants des Rajputana Rifles et du Royal Rifles Garhwal furent tués ainsi que la plupart de leurs officiers au cours des combats autour de la ville. Un raid aérien japonais détruisit le quartier général de la brigade, tuant tous les officiers du personnel. En raison des décès de deux des commandants du bataillon, le commandement de la brigade de 45e fut temporairement remis au colonel Anderson.
La nuit du 16 janvier, la ville et le port de Muar tombèrent aux mains des Japonais. Le reste de la brigade recula le long de la côte à plusieurs kilomètres.

#### Siège de Bakri

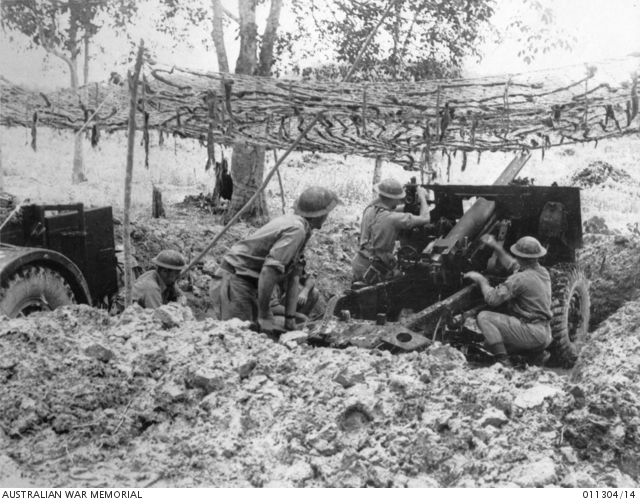
Canon de 25 livres de l'artillerie de la 8e division australienne près de Bakri.

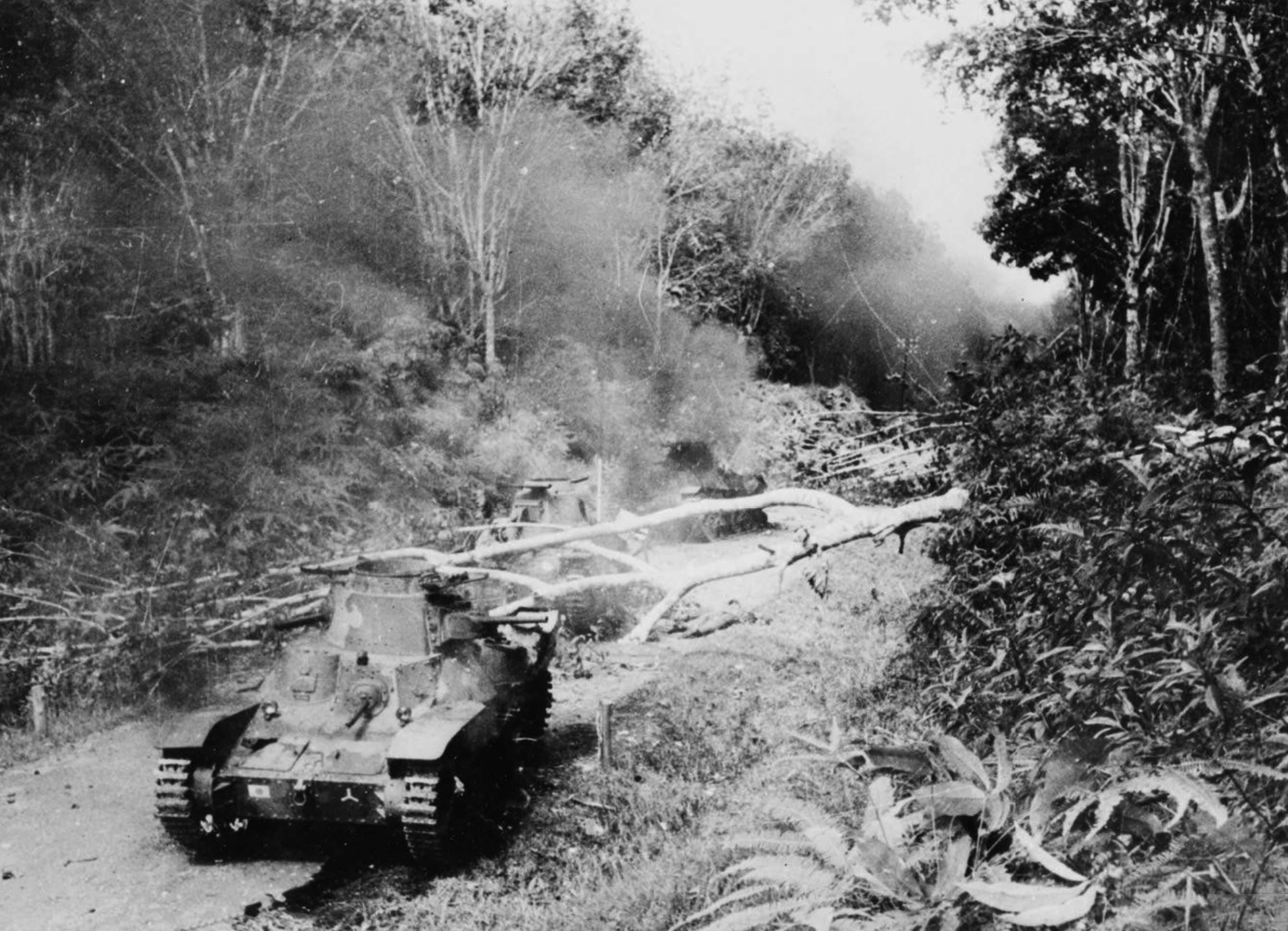
Trois chars légers japonais Type 95 Ha-Go détruits près de Bakri.

Le 17 janvier, les unités survivantes de la brigade indienne, avec les Australiens du 19e et du 29e bataillons qui siégeaient à Muar, se rassemblèrent autour de Bakri et organisèrent un périmètre de défense. Ils installèrent des canons antichar et des emplacements pour mortiers. Leur commandant, le Brigadier Herbert Duncan, planifia trois fronts, de Bakri à Muar.
Le lendemain, les Japonais attaquèrent Bakri avec neuf chars type 95. Ceux-ci s'avancèrent sans infanterie contre le bataillon australien, et les artilleurs australiens purent détruire les neuf chars. Le sergent Clarrie Thornton, commandant le premier coup de canon reçut par la suite une citation à l'ordre du mérite pour cet acte. Le lieutenant-colonel James Robertson, commandant du bataillon, fut tué peu après le début de cet engagement. Le sergent Mick Gibbins et un groupe de trois hommes enterrèrent le commandant du bataillon. Privée de support, l'infanterie japonaise fut incapable de faire une percée.
Le 6e Bataillon défendit une crête à environ 5 miles à l'ouest de Yong Peng, couvrant la ligne de retraite de la 45e brigade, qui était déjà pratiquement encerclée. Au début de l'après-midi du 19 janvier, deux bataillons japonais les attaquèrent et les chassèrent de la crête. Les Britanniques se replièrent en traversant la jungle épaisse.
À l'aube du 20 janvier, le régiment de Punjab, commandé par le lieutenant-colonel Henry Moorhead, reçut l'ordre de reprendre la crête. Au moment où ils l'atteignirent, ils tombèrent sous le feu des Japonais. Après des pertes des deux côtés, les Japonais attaquèrent, tuant Moorhead et repoussèrent les troupes indiennes. La 45e brigade et deux bataillons australiens au Bakri se retrouvèrent coupés du reste des troupes.
Le lieutenant-colonel Charles Anderson prit le commandement intégral de la brigade et de toutes les autres unités autour de Bakri. Au début de la matinée du 20 janvier, Anderson ordonna de se retirer de Bakri et tenta une percée à Yong Peng. Anderson décida de retarder les Japonais à Jat. Durant ce délai la plupart du bataillon fut coupée de la position d'Anderson. Seuls environ 200 hommes du bataillon et 1000 troupes indiennes de la brigade purent rejoindre la colonne Anderson. Proche de Bakri, la colonne d'Anderson tomba sur un barrage routier japonais. Après plusieurs vaines attaques, Anderson et ses troupes chargèrent à la baïonnette et ouvrirent une percée dans le barrage.
La colonne parcourut une distance de trois miles. La brigade avait maintenant atteint une région plus tranquille et le passage était plus facile, même si la colonne était chargée de blessés.
La 45e Brigade indienne avait cessé d'exister en tant que formation. Presque tous ses officiers avaient été tués ou blessés, y compris le brigadier Duncan et les trois commandants de bataillon. En l'espace de quelques jours Percival avait perdu toute une brigade indienne et la plus grande partie de deux de ses bataillons australiens ainsi qu'un brigadier, trois commandants indiens de bataillons et un commandant de bataillon australien.

#### Parit Sulong

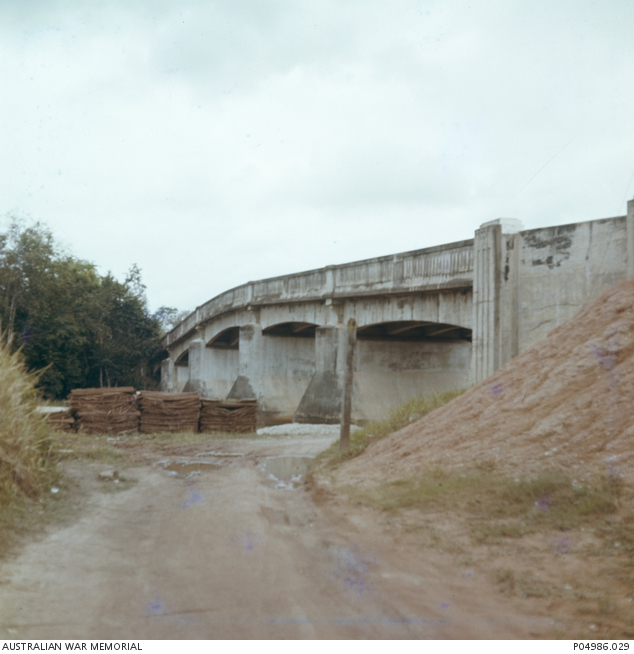
Le pont de Parit Sulong en 1963 (il a été remplacé en 1994).

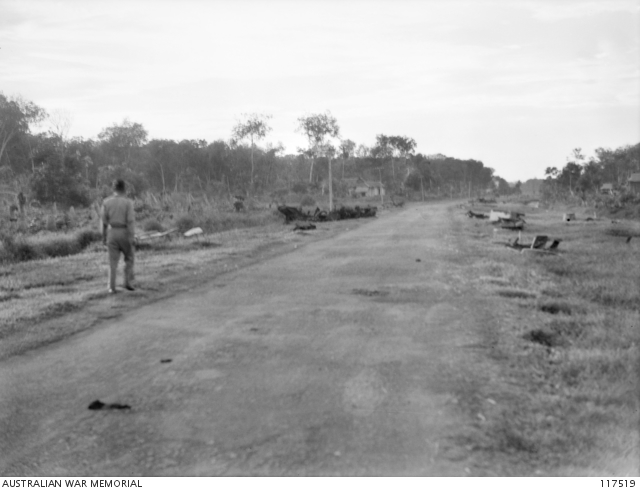
Un soldat australien à Parit Sulong en septembre 1945, parmi les restes de la colonne détruite en 1942.

Il fallut à la colonne d'Anderson deux jours pour se frayer un chemin de quinze miles pour arriver près du pont à Parit Sulong. Le pont était aux mains des Japonais.
La brigade fit une tentative pour déloger les Japonais à partir du 21 janvier, mais ils furent repoussés par des chars, des avions et l'artillerie. Ils luttèrent toute la journée, et subirent beaucoup de pertes. Ils apprirent dans la matinée que des renforts de Yong Peng étaient en chemin. Le bruit des coups de feu à distance entre Parit Sulong et Yong Peng redonna l'espoir de la colonne.
L'arrière de la colonne fut maintes fois assailli par les chars et l'infanterie. Au cours de l'après-midi et de la nuit tombée, deux soldats firent exploser un réservoir en utilisant des grenades. L'explosion de la citerne forma un barrage temporaire. Anderson envoya un message au général Bennett demandant une frappe aérienne à l'aube sur les forces japonaises à l'autre bout du pont. De la nourriture et de la morphine furent également parachutées sur la colonne.
Au crépuscule, Anderson envoya deux ambulances pour replier les hommes grièvement blessés vers le pont avec un drapeau de trêve. Mais les Japonais refusèrent et utilisèrent les ambulances pour créer un obstacle sur le pont.
Le lendemain matin, deux navires arrivèrent à Singapour et déposèrent du matériel pour la 45e Brigade. Peu de temps après, les chars ennemis étaient à nouveau actifs et une attaque de flanc appuyée par l'infanterie limita plus encore les positions alliées.
Anderson ordonna finalement la retraite, mais pas avant de détruire toutes les armes, tous les véhicules et tous les équipements. Les blessés qui ne pouvaient pas marcher furent laissés aux soins des agents volontaires. Anderson et le reste de la brigade, dispersée dans la jungle et dans les marécages, atteignirent Yong Peng, laissant derrière eux environ 150 blessés. Finalement, environ 500 Australiens et 400 Indiens atteignirent les lignes britanniques.

### Massacre de Parit Sulong

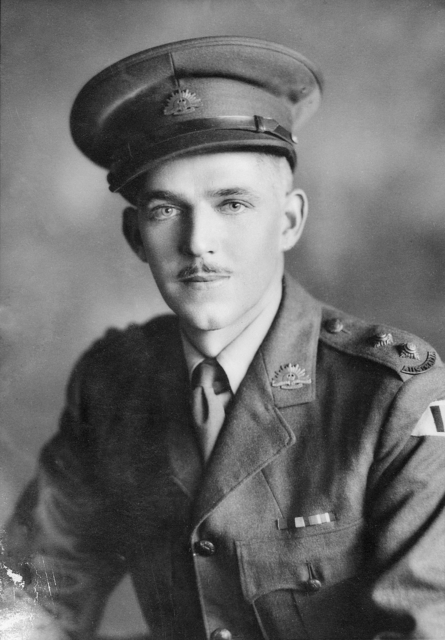
Ben Hackney, un des seuls survivants du massacre.

Les Japonais massacrèrent tous les blessés laissés en arrière. Une colonne d'ambulances capturée par les Japonais ne fut pas épargnée. À coups de pied et de crosses de fusil, les ravisseurs entassèrent tous les blessés dans un baraquement dans le village de Parit Sulong. Ils furent privés d'eau potable par les Japonais.
Les prisonniers furent bientôt ligotés en petits groupes, poussés dans un maquis en bordure de route. De l'essence fut ensuite jetée sur les corps des prisonniers, certains d'entre eux étaient encore en vie, puis on mit le feu aux hommes.
L'une des victimes, le lieutenant Ben Hackney, survécut et témoigna de l'horreur, après avoir rampé loin de la zone avec le sergent Ron Croftil, tous deux imprégnés d'essence. Ils furent rejoints par un soldat anglais. Les trois hommes réussirent à se réfugier dans une maison malaise pendant un certain temps.
Hackney et Wharton sont les deux seuls Européens survivants du massacre. Au total, 145 prisonniers ont perdu la vie. Bon nombre des prisonniers indiens ont été décapités.
Le Général Takuma Nishimura a été reconnu coupable d'avoir ordonné le massacre, en dépit des dires du lieutenant Seizaburo Fujita, admettant l'avoir réalisé. Le témoignage sous serment des survivants a confirmé la découverte des restes après la guerre. La Cour contre les crimes de guerre, en 1950, a condamné Nishimura à mort.

### Retraite
Le 23 janvier, les derniers hommes de la colonne Anderson retrouvèrent les lignes britanniques. À 14 heures, comme ils étaient sur le point de se retirer, sept chars japonais soutenus par deux bataillons d'infanterie émergèrent rapidement et tentèrent de démanteler le barrage routier. Dans la courte bataille qui s'ensuivit, les Japonais subirent de lourdes pertes, mais les Anglais furent finalement chassés, faute d'armes antichar. Après cette courte bataille, les Anglais se retirèrent à Singapour.